# Markelo

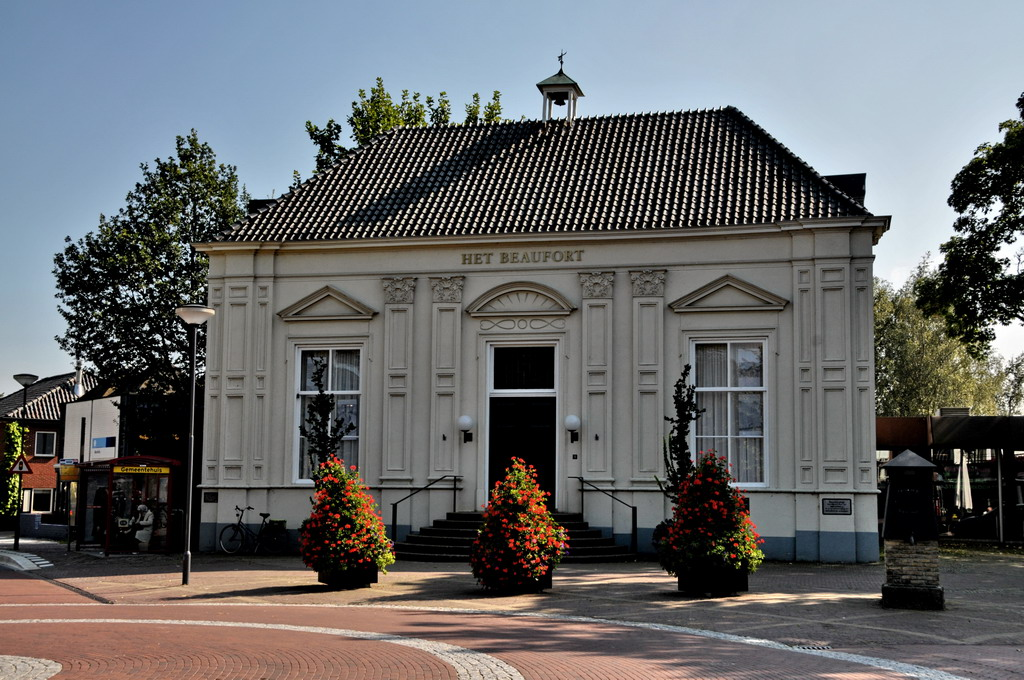
Markelo: l'ex-municipio

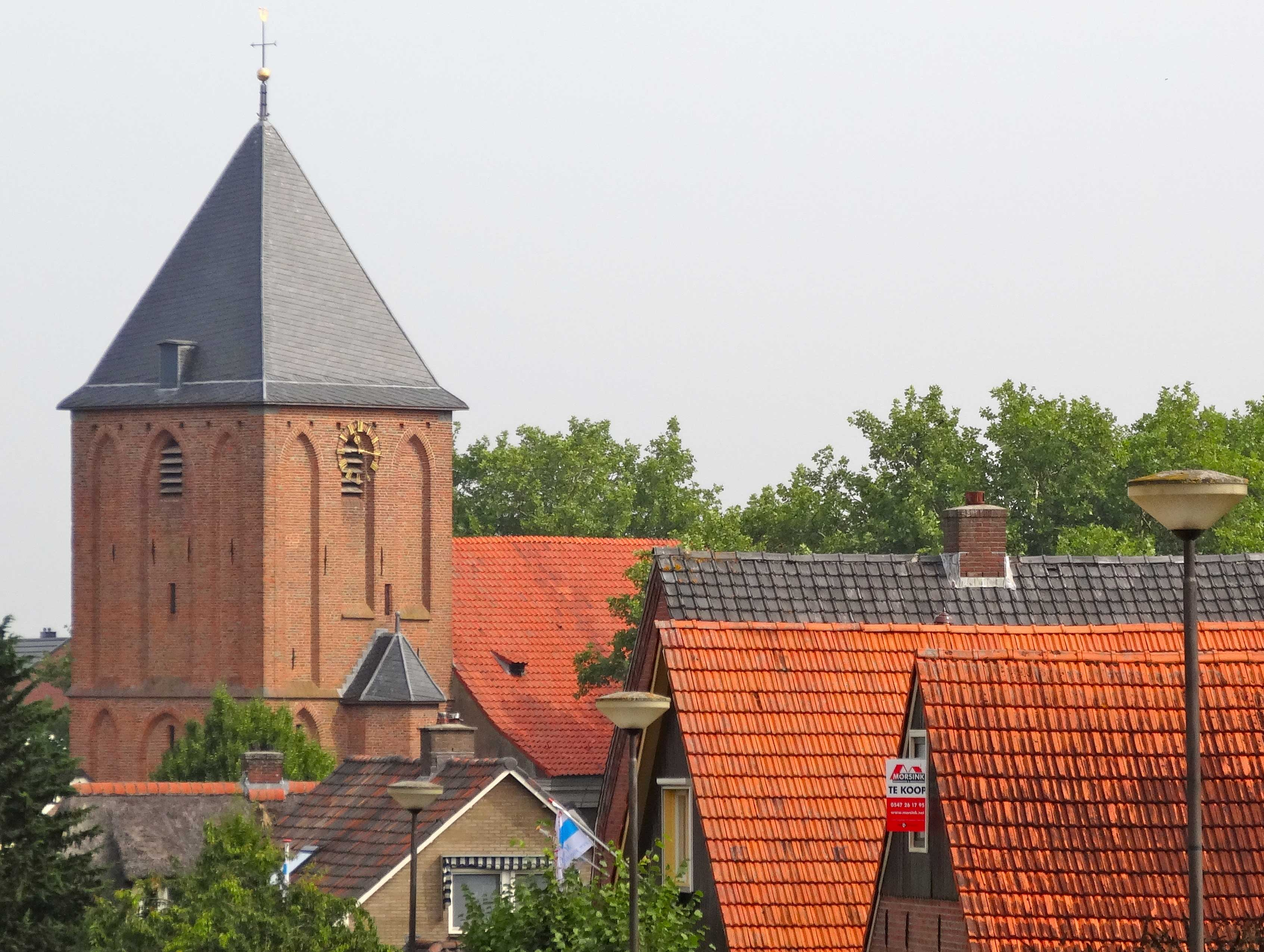
Markelo: la chiesa di San Martino

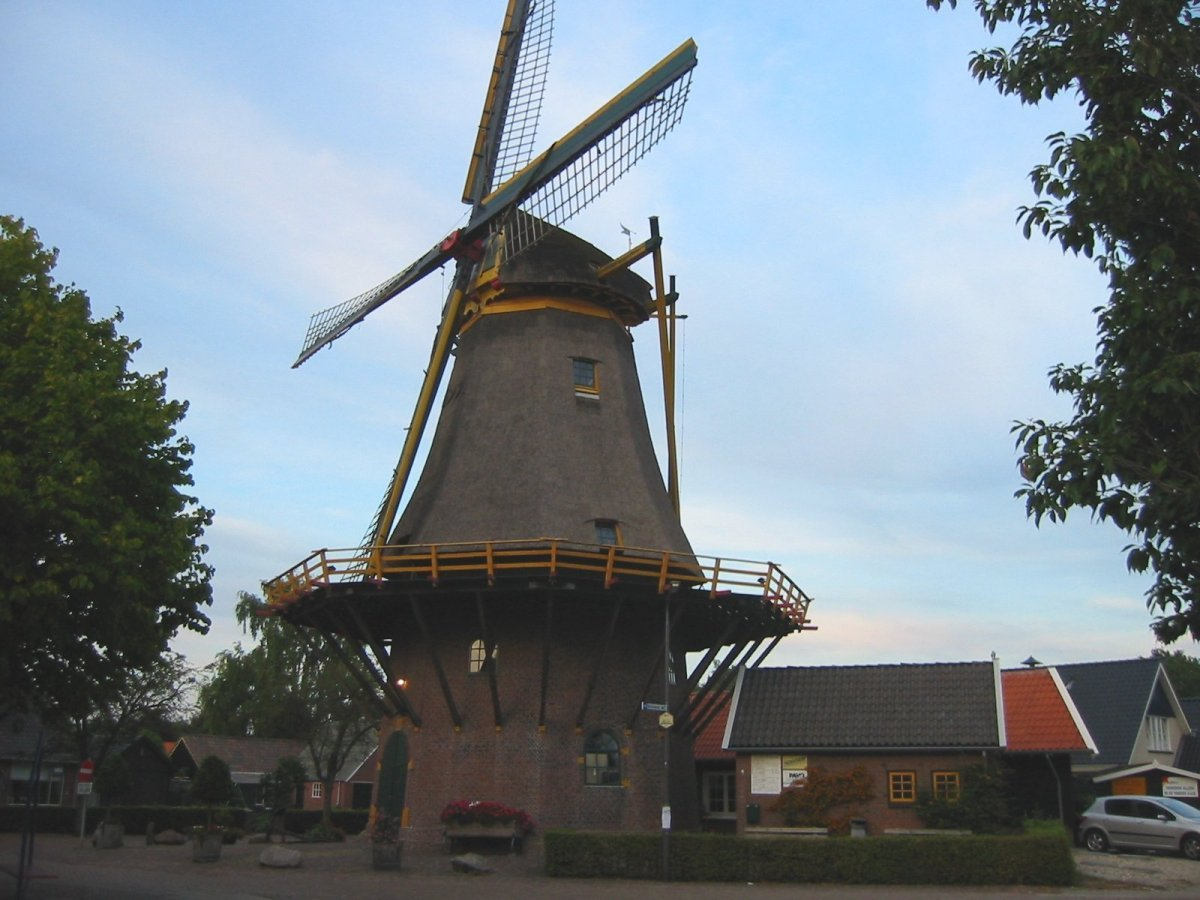
Markelo: il mulino De Hoop

Markelo  (in basso sassone: Maarkel) è una località di circa 6.400 abitanti  del centro-est dei Paesi Bassi, facente parte della provincia dell'Overijssel e situata nella regione della Twente dal punto amministrativo, si tratta di un ex-comune, incluso dal 2001 nella municipalità di Hof van Twente.

## Etimologia
Il toponimo Markelo, attestato anticamente anche come Markeloo (1883),  significa letteralmente "bosco (lo) di confine (mark)".

## Geografia fisica

### Collocazione
Markelo si trova nella parte meridionale della provincia dell'Overijssel, al confine con la provincia della Gheldria, tra Deventer e Delden (rispettivamente ad est della prima e ad ovest della seconda), a circa 6,5 km ad ovest di Goor e a circa 7,5 km  a sud/sud-est di Holten.
Il villaggio è inoltre situato ad est del Markeloseberg o Markelerberg.

### Suddivisione amministrativa
Buurtschappen
- Markelo
- Achterhoek
- Dijkerhoek
- Elsenerbroek
- De Ha
- Herike-Elsen
- Kerspel Goor
- Markelosebroek
- Pothoek
- Stokkum (con Stokkumerbroek)

## Società

### Evoluzione demografica
La popolazione di Markelo (incluse le buurtschappen) è pari a 6.430 abitanti (di cui circa 3.600 nella sola buurtschap di Markelo)
Il 30% della popolazione è costituito da persone comprese in una fascia d'età tra i 45 e i 65 anni.

## Storia
In epoca medievale, l'area attorno al villaggio di Markelo rappresentava un luogo di sepoltura utilizzato dai Sassoni, come dimostrano alcune urne rinvenute in loco.
Nel 756, i Lebuini predicarono il Cristianesimo sul Markeloseberg, luogo in cui si radunavano i Sassoni.
In una lettera del 1365, il vescovo di Utrecht comunicò di doversi recare sul Markeloseberg per essere insignito del titolo di signore della Twente.
Nel 1811 il comune di Markelo fu soppresso e fu annesso alla municipalità di Goor. Tornò però ad essere un comune indipendente soltanto sette anni dopo.
Il 1º gennaio 2001, il comune di Markelo fu definitivamente soppresso ed annesso alla nuova municipalità di Hof van Twente.

## Stemma
Nello stemma di Markelo è costituito da tre sezioni: nella sezione in alto a sinistra è raffigurata la mitra di un vescovo; nella sezione in alto a destra, è raffigurato un prato con alberi; nella sezione in basso sono raffigurate delle colline.

## Monumenti

### Chiesa di San Martino
Tra gli edifici principali di Markelo, figura la Chiesa di San Martino (Martinuskerk), risalente al 1840.

### 't Jacobus
Altro edificio d'interesse è 't Jacobus, agli inizi del XIX secolo residenza della famiglia Dijkink e poi sede del municipio di Markelo.

### Mulino De Hoop
Altro rijksmonument di Markelo è il mulino De Hoop, un mulino a vento risalente al 1836.

## Sport
La squadra di calcio locale è lo Sportclub Markelo, club nato nel 1936 dalla fusione di due club locali.

## Amministrazione

### Gemellaggi
- Csurgó, Ungheria[13]